# Рибакі (Ольштинський повіт)
Рибакі (пол. Rybaki, нім. Lansk) — село в Польщі, у гміні Ставіґуда Ольштинського повіту Вармінсько-Мазурського воєводства.
У 1975-1998 роках село належало до Ольштинського воєводства.